# Мэй-Крик (аэропорт)
Аэропорт Мэй-Крик (англ. May Creek Airport), (ИАТА: MYK, FAA LID: MYK) — государственный гражданский аэропорт, расположенный в двух километрах к югу от района Мэй-Крик (Аляска), США.

## Авиакомпании и пункты назначения
Деятельность аэропорта субсидируется за счёт средств Федеральной программы США Essential Air Service (EAS) по обеспечению воздушного сообщения между небольшими населёнными пунктами страны.